# Flamborough—Glanbrook—Brant-Nord
Circonscription électorale fédérale du Canada
Flamborough—Glanbrook—Brant-Nord (précédemment connue sous le nom de Flamborough—Glanbrook) est une circonscription électorale fédérale en Ontario.

## Géographie
Située au sud-ouest de Toronto, la circonscription consiste en une partie de la ville de Hamilton et de la partie nord du comté de Brant.
Les circonscriptions limitrophes sont Haldimand—Norfolk, Brantford—Brant-Sud—Six Nations, Oxford, Cambridge, Wellington—Halton Hills-Nord, Burlington-Nord—Milton-Ouest, Burlington, Hamilton-Centre, Hamilton-Ouest—Ancaster—Dundas, Hamilton Mountain, Hamilton-Est—Stoney Creek et Niagara-Ouest.
En 2013, les circonscriptions limitrophes étaient Milton, Wellington—Halton Hills, Hamilton Mountain, Hamilton-Est—Stoney Creek, Hamilton-Ouest—Ancaster—Dundas, Niagara-Ouest,  Cambridge, Brantford—Brant, Haldimand—Norfolk et Burlington.

## Historique
La circonscription de Flamborough—Glanbrook est créée en 2013 à partir de sections de Ancaster—Dundas—Flamborough—Westdale, Niagara-Ouest—Glanbrook et Hamilton Mountain.
À la suite du découpage de la carte électorale de 2022-2023, la circonscription gagne à l'ouest la partie du comté de Brant située approximativement au nord de Brantford (régions de Paris et de St. George) de l'ancienne circonscription de Brantford—Brant, et le reste du comté de Brant au sud de la circonscription de Cambridge. Elle perd tout son territoire au nord du corridor hydroélectrique entre le chemin Glancaster et la promenade Upper Centennial (en) (qui devient la route régionale 56 au sud) au profit de Hamilton-Ouest—Ancaster—Dundas, Hamilton Mountain et Hamilton-Est—Stoney Creek. La circonscription est renommée Flamborough—Glanbrook—Brant-Nord.

## Députés
| Législature | Années        | Député      | Parti | Parti        |
| --- | ------------- | ----------- | ----- | ------------ |
| Flamborough—Glanbrook issue d'une partie de Ancaster—Dundas—Flamborough—Westdale, Niagara-Ouest—Glanbrook et Hamilton Mountain avant 2015 |               |             |       |              |
| 42e | 2015–2019     | David Sweet |       | Conservateur |
| 43e | 2019–2021     | David Sweet |       | Conservateur |
| 44e | 2021–2025     | Dan Muys    |       | Conservateur |
| Flamborough—Glanbrook—Brant-Nord |               |             |       |              |
| 45e | 2025–en cours | Dan Muys    |       | Conservateur |

## Résultats électoraux
|       | Candidat            | Parti        | # de voix | % des voix |
|       | (X) David Sweet     | Conservateur | +24 137,  | 43,48 %    |
|       | Jennifer Stebbing   | Libéral      | +21 728,  | 39,14 %    |
|       | Mike DiLivio        | NPD          | +07 779,  | 14,01 %    |
|       | Dave Allan Urquhart | Vert         | +01 866,  | 3,36 %     |
| Total | Total               | Total        | 55 510    | 100 %      |